# Lake Macquarie Amateur Kampioenschap
Het Lake Macquarie Amateur is een hoog aangeschreven amateur golftoernooi in Australië.
Het toernooi wordt georganiseerd door de Belmont Golf Club in Marks Point, New South Wales, waar het ook altijd gespeeld wordt. De formule is strokeplay.
De eerste editie was in 1958, en had toen 140 deelnemers. Onder de deelnemers waren amateurkampioen Barry Warren, NSW-kampioen Phil Billings (1956) en twee leden van het Australische nationale team, Jack McCarthy en Bruce Devlin, die de eerste editie zou winnen. Het was toen eenmalig een 54-holes evenement, sindsdien is het een toernooi van 72 holes.
In de volgende acht jaren won Phil Billings zes keer, een record dat nooit werd verbeterd.
Er zijn ongeveer 950 amateurstoernooien in de wereld die meetellen voor de World Amateur Golf Ranking. Deze zijn onderverdeeld in 6 categorieën. Dit toernooi hoort in categorie A, waarin de top-30 toernooien staan.

## Winnaars
| - 1958: Bruce Devlin - 1959: Phil Billings - 1960: Phil Billings - 1961: Phil Billings - 1962: Ken Johnston - 1963: Kevin Donohue - 1964: Phil Billings - 1965: Phil Billings - 1966: Phil Billings - 1967: Tony Jones - 1968: John Bennett - 1969: Jack Newton - 1970: Don Sharpe - 1971: Don Sharpe - 1972: Bruce Boyle | - 1973: Rodger Davis - 1974: Phil Billings - 1975: Colin Kaye - 1976: Colin Kaye - 1977: Don Sharpe - 1978: Ray Carlin - 1979: Colin Kaye - 1980: Gerard Power - 1981: Roger Chapman - 1982: Curt Byrum - 1983: Colin Dalgleish - 1984: Jamie Crowe - 1985: Ray Picker - 1986: Peter O'Malley - 1987: Shane Robinson | - 1988: David Ecob - 1989: Russell Claydon - 1990: Ricky Willison - 1991: Shane Tait - 1992: Stephen Leaney - 1993: Stephen Collins - 1994: Marcus Wheelhouse - 1995: Lester Peterson - 1996: Stephen Allan - 1997: Geoff Ogilvy - 1998: Brett Rumford - 1999: John Sutherland - 2000: Scott Strange - 2001: Nick Dougherty - 2002: Chris Campbell | - 2003: Jarrod Lyle - 2004: Jarrod Lyle - 2005: Mark Leishman - 2006: Adam Gee - 2007: Blake McGrory - 2008: Danny Lee - 2009: Scott Arnold - 2010: Kieran Pratt |